# ینی‌کوی (صائم بی‌لی)
ینی‌کوی (به ترکی استانبولی: Yeniköy) یک منطقهٔ مسکونی در ترکیه است که در صائم‌بیلی واقع شده‌است.